# Timmy Duggan
Timothy "Timmy" Duggan (nascido em 14 de novembro de 1982) é um ex-ciclista norte-americano que competiu no ciclismo nos Jogos Olímpicos de Verão de 2012, representando os Estados Unidos.